# 177년

## 연호
- 후한(後漢) 희평(熹平) 6년

## 기년
- 후한(後漢) 영제(靈帝) 10년
- 신라(新羅) 아달라 이사금(阿達羅泥師今) 24년
- 고구려(高句麗) 신대왕(新大王) 13년
- 백제(百濟) 초고왕(肖古王) 12년

## 탄생
- 손유
- 왕찬